# Fokker V.30

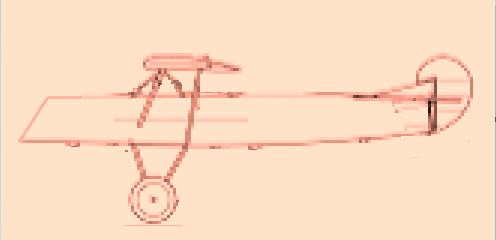
Fokker V.30 militair zweefvliegtuig zijaanzicht

De Fokker V.30 was een experimenteel  parasolvleugel militair zweefvliegtuig, dat door Fokker werd gebouwd in de zomer van 1918, aan het einde van de Eerste Wereldoorlog. De bedoeling was dat de V.30 een soort zwevende bom zou worden met het explosief in de neus geplaatst. De V.30 zou dan, na door een Fokker D.VII omhoog getrokken te zijn, worden ontkoppeld om vervolgens in zweefvlucht zijn doel te bereiken. 
De V.30 werd gebouwd met gebruikmaking van de vleugels en de romp van een Fokker D.VIII. Er bleek aan Duitse militaire zijde echter geen belangstelling voor het V.30 zweeftoestel. 
De V.30 werd in 1921 op de Parijse Salon international de l'aéronautique als normaal eenpersoons zweefvliegtuig gepresenteerd, waarbij de Duitse roundels (militaire kentekens) waren overgeschilderd.

## Fokker V.42 variant
De Fokker V.42 was een schouderdekker civiele eenzitter variant op de V.30. Het toestel kon worden uitgerust met een wiel- of drijveronderstel. De eerste vlucht was in 1919; naar verluidt opgetrokken achter een motorboot in de buurt van Aalsmeer. Het V.42 zweefvliegtuig werd tentoongesteld op de Elta luchtvaarttentoonstelling in Amsterdam van augustus 1919.

## Specificaties
- Type: Fokker V.30
- Fabriek: Fokker
- Rol: Militair zweefvliegtuig
- Lengte: 7,2 m[3]
- Spanwijdte: 8,3 m[3]
- Aantal gebouwd: 1 (zomer 1918)